# Wulveringem
Wulveringem is een landbouw- en woondorp in de Westhoek (Belgische provincie West-Vlaanderen) op de grens van de IJzerpolders en slechts enkele kilometers van Frans-Vlaanderen. Wulveringem heeft een oppervlakte van 9,37 km2 en telt 336 inwoners (juni 2011). Wulveringem is een deelgemeente van Veurne. Het dorp was een zelfstandige gemeente tot 1971, toen het samen met tweelinggemeente Vinkem werd opgenomen in een nieuwe gemeente Beauvoorde, genoemd naar het gelijknamige waterkasteel. In 1977 werd Wulveringem bij Veurne gevoegd.

## Geschiedenis
Wulveringem werd voor het eerst schriftelijk vermeld in 1128 als Wulfringhem, het betreft het tehuis van een persoon met de naam Wulferus. Vermoedelijk stichtte deze een burcht op de plaats van het latere Kasteel Beauvoorde.
In 1135 werd Wulveringem een zelfstandige parochie waarvan het patronaatsrecht berustte bij de Sint-Niklaasabdij te Veurne.
Op de Ferrariskaarten uit jaren 1770 is Wulveringem te zien als Wulveringhem. Het dorp was niet zo veel kleiner dan vandaag. Het centrum telde circa 55 gebouwen, een eind buiten het centrum stonden er nog heel wat grote en kleine boerderijen. Zo'n tien boerderijen waren gedeeltelijk of volledig omringd door een slotgracht. Ook de kerk met kerkhof was bijna volledig door een slotgracht omringd, net als twee boerderijen naast de kerk.
Tijdens de Eerste Wereldoorlog werd hier onder impuls van koningin Elisabeth de School van de Koningin opgericht. Deze school gaf tijdens woelige oorlogsjaren onderwijs en een veilig onderkomen aan kinderen uit de Westhoek. Op de locatie van de toenmalige school bevindt zich de provinciale naamsteen.

## Bezienswaardigheden
- Kasteel Beauvoorde
- Beschermde Onze-Lieve-Vrouwekerk uit de 16e eeuw
- Kerkhof van Wulveringem
- Diverse historische boerderijen

## Natuur en landschap
Wulveringem ligt op de grens van Zandlemig Vlaanderen en, in het noorden, de Oudlandpolders. De hoogte bedraagt ongeveer 10 meter.

## Burgemeesters
- ....-1800: Jacobus Pinson
- 1800-1810: Petrus Franciscus David
- 1810-1813: Joannes Torrelle
- 1813-1825: Michiel Peeren
- 1825-1830: Joseph Lodewijk Vandenberghe
- 1830-1858: Petrus Ludovicus Dezuttere
- 1861-1872: Franciscus Josephus Lahaye
- 1872-1878: Eduardus Ghyselen
- 1879-1884: Auguste Cornille
- 1885-1903: Arthur Merghelynck
- 1903-1921:Pieter Huyghe
- 1921-1936: Auguste David
- 1936-1944: Leon Flips (Langemark 1893 - Berchem 1944) (door de bezetter afgezet)
  - 1940-1941: Remi Wackeniers (dienstdoende)
  - 1941-1944: Georges Sohier (oorlogsburgemeester)
- 1945-1946: Remi Wackeniers
- 1947-1970: Joseph Sampers
- 1970-1976: Maurice Vandamme

## Demografische ontwikkeling
Bronnen: NIS en Stad Veurne. Opm:1806 t/m 1970=volkstellingen; 2008=inwoneraantal op 14 februari; 2011=inwoneraantal op 14 juni

## Nabijgelegen kernen
Vinkem, Bulskamp, Houtem, Izenberge

## Foto's

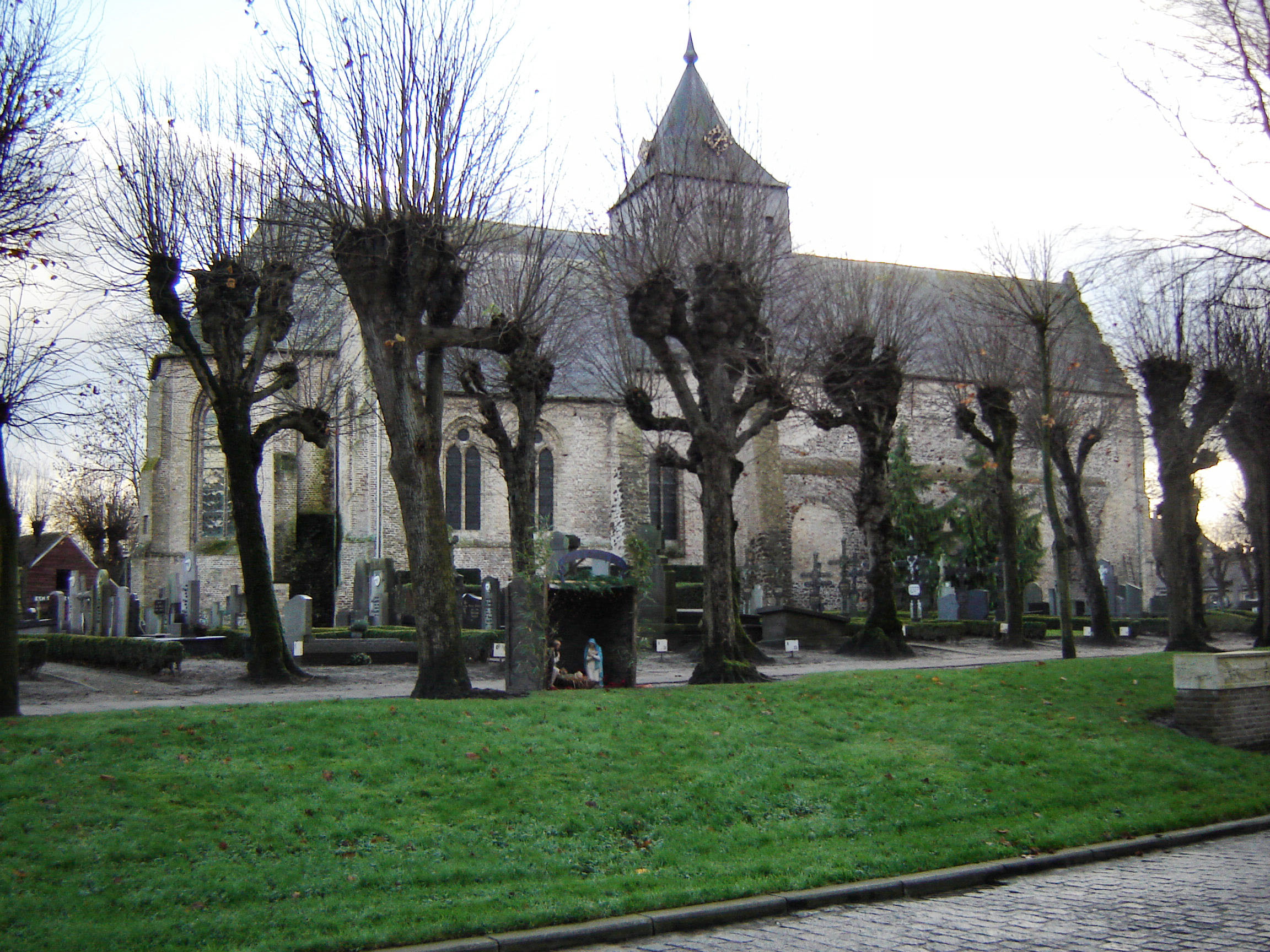
Onze-Lieve-Vrouwekerk
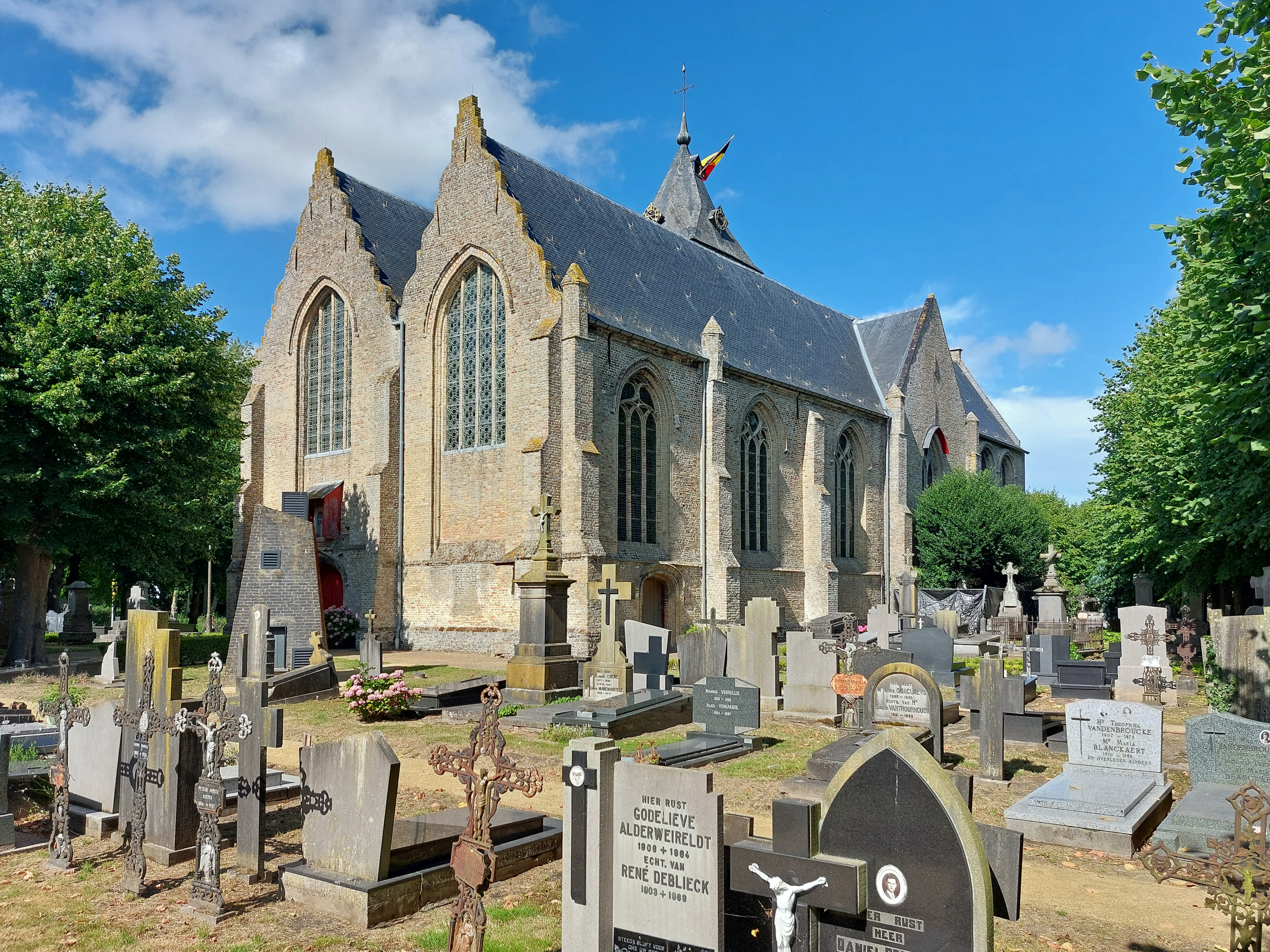
Onze-Lieve-Vrouwekerk en kerkhof
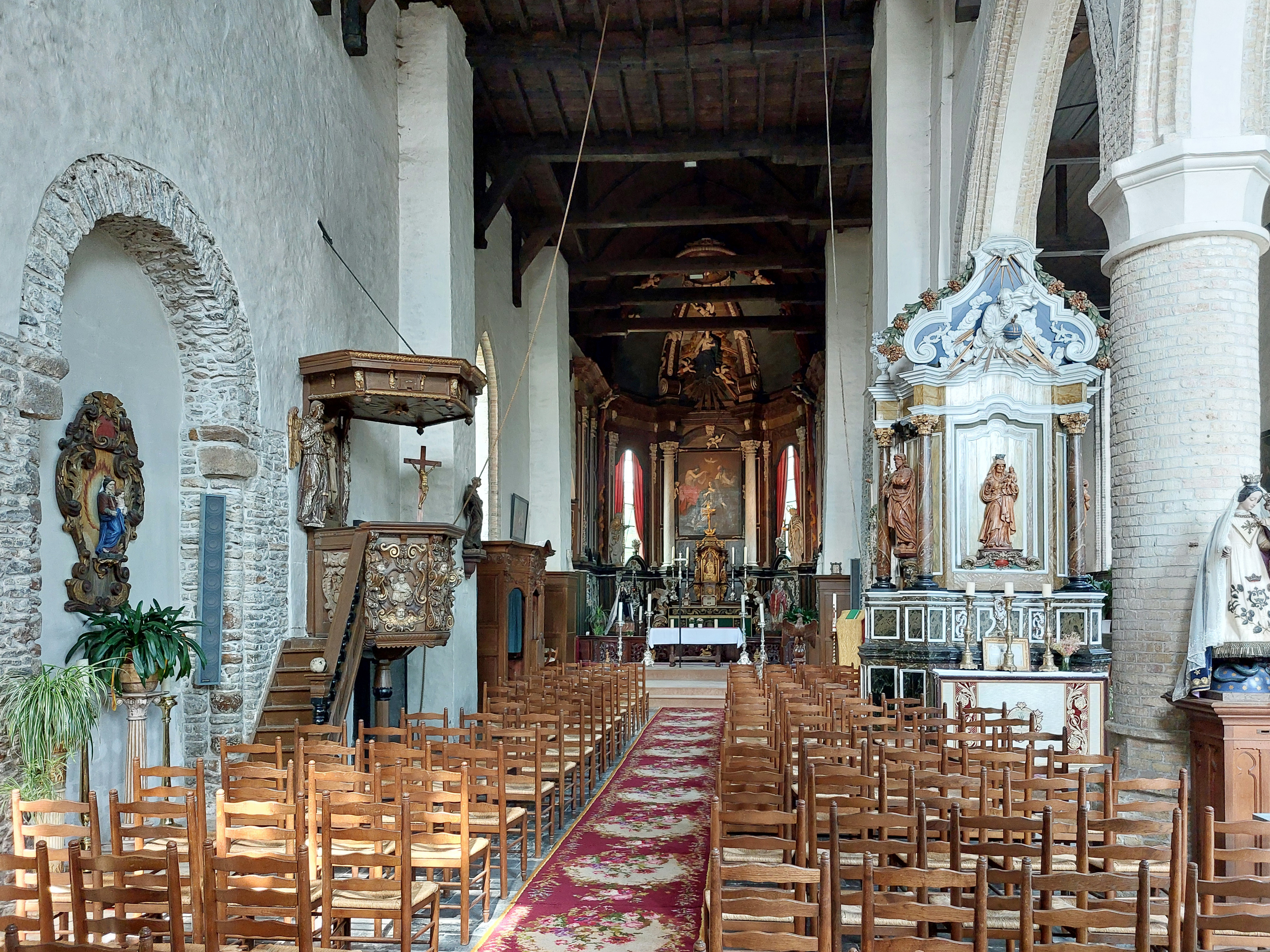
Interieur van de Onze-Lieve-Vrouwekerk
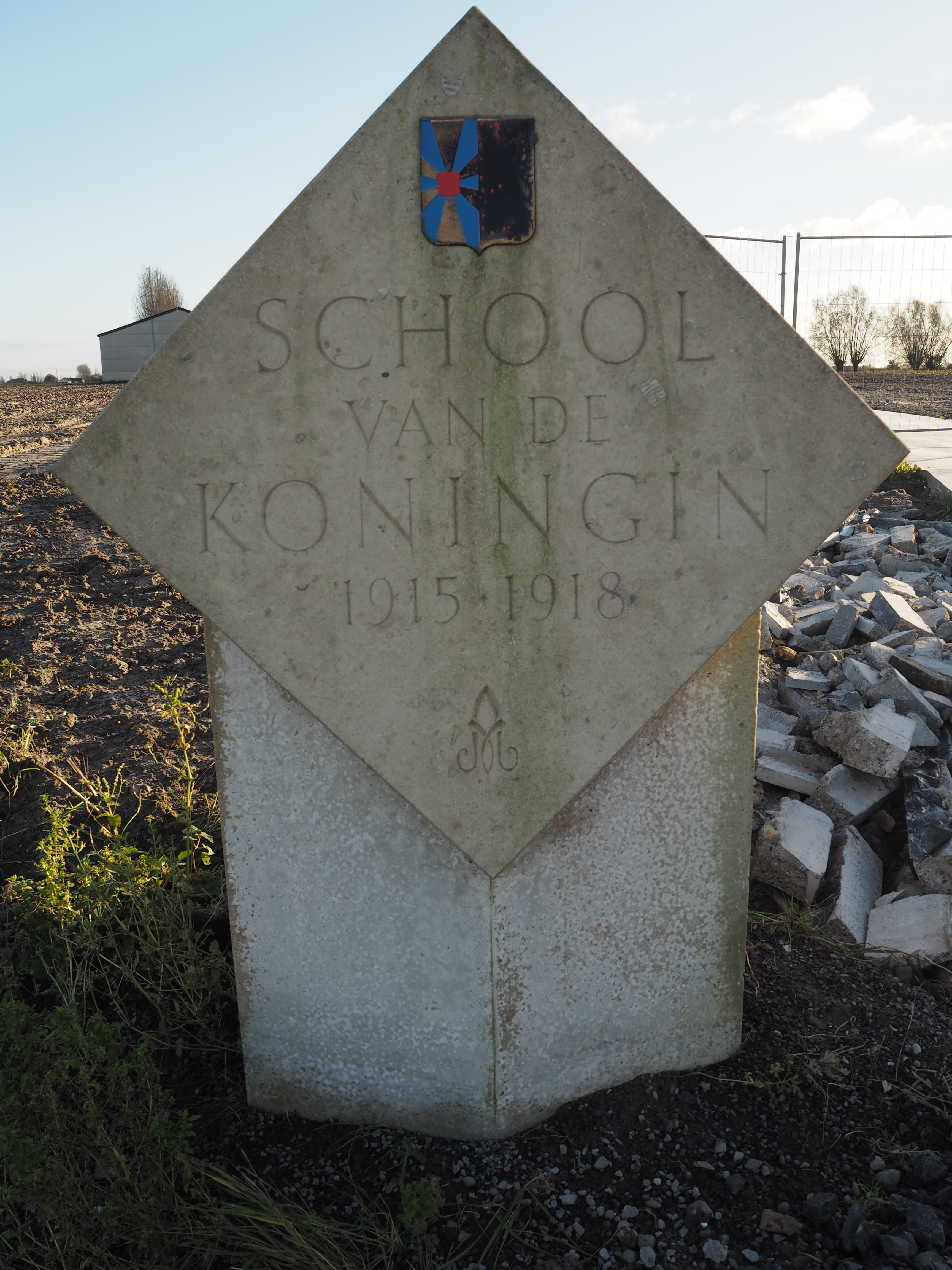
Naamsteen 'School van de Koningin'

Deelgemeenten: Avekapelle · Booitshoeke · Bulskamp · De Moeren · Eggewaartskapelle · Houtem · Steenkerke · Veurne · Vinkem · Wulveringem · Zoutenaaie

Belgische gemeenten · Arrondissement Veurne · West-Vlaanderen · Vlaanderen